# Bendan (Pekalongan Barat)
Bendan is een bestuurslaag in het regentschap Pekalongan van de provincie Midden-Java, Indonesië. Bendan telt 7833 inwoners (volkstelling 2010).